# ONENESS (FLOWの曲)
「ONENESS」（ワンネス）は、日本のバンド、FLOWの楽曲で、2枚目の配信限定シングル。2018年11月9日配信開始。

## 収録曲
1. ONENESS［4:13］
作詞：Kohshi Asakawa・Keigo Hayashi　作曲：Takeshi Asakawa　編曲：FLOW
  - ワンマンライブ『15th Anniversary Final「FLOW LIVE BEST 2019 in 日本武道館～神祭り～」』テーマソング[1]。

## 収録アルバム
オリジナル
- 『TRIBALYTHM』